# 크레이지 핸드
《크레이지 핸드》(영어: Idle Hands)는 미국에서 제작된 로드먼 플렌더 감독의 1999년 10대 코미디 공포 영화이다. 데번 사와 등이 출연하였고, 앤드루 릭트 등이 제작에 참여하였다.
평단으로부터 대체로 좋지 않은 평을 받았고 흥행에도 실패하였으나 후에 컬트 영화화되었다.

## 줄거리
터바이어스 부부가 천장에서 “난 침대 밑에 있다”는 메시지가 형광 물질로 써 있는 것을 발견한 뒤 터바이어스 부인이 침대 밑으로 끌려가 살해된다. 허구헌날 대마만 하는 게으른 아들 앤턴 터바이어스는 며칠 뒤에야 부모님 시체를 발견한다. 터바이어스 부인의 손에는 앤턴의 찢어진 티셔츠 조각이 쥐어져 있고, 피로 남겨진 다잉 메시지는 앤턴의 ANT이며, 앤턴의 오른손에 형광 물질이 묻어 있다.
친구 둘이 앤턴을 신고하려고 하자 앤턴의 오른손이 하나는 유리병으로 머리를 찍어 죽이고, 다른 하나는 전동 회전날을 던져 목을 날린다. 앤턴은 오른손에 악령이 빙의됐다는 것을 알게 되고, 친구들은 후에 좀비로 되살아난다. 급기야 오른손이 경찰까지 죽여 버리자 앤턴은 오른손을 잘라 버린다.
그러나 잘린 오른손은 홀로 돌아다니며 살인을 저지르기 시작한다. 미국 전역에서 연쇄 살인을 벌여온 이 존재를 추적해온 드루이드 사제가 오른손에 의식용 고대 칼을 박고서야 모든 사태가 끝나고, 친구 둘은 수호천사가 된다.

## 출연진
- 데번 사와
- 세스 그린
- 엘든 헨슨
- 제시카 앨바
- 비비카 A. 폭스
- 잭 노즈워디
- 크리스토퍼 하트
- 스티브 밴워머
- 프레드 윌러드
- 케이티 라이트
- 숀 훼일런
- 오프스프링
- 덱스터 홀랜드
- 민디 스털링
- 조이 슬로트닉
- 톰 들롱
- 카일 개스
- 칼 게이브리얼 요크

## 기타 제작진
- 배역: 존 팹시데라
- 음악 감독: 존 훌리핸